# Yucca elephantipes
Yucca elephantipes Regel  é um arbusto semi-lenhoso de tronco dilatado na base.
Tem origem na América Central, mais precisamente na Guatemala e no México.
Tolerante a solos áridos e usada no paisagismo em plantios isolados ou formado renques a pleno sol. Mutiplica-se por sementes, mas principalmente por estaquias. As flores cerosas são utilizadas em arranjos.